# Ga Oss West

## Các tuyến điểm
Các tuyến sau có thể đi từ ga Oss West:
Nijmegen, Oss và 's-Hertogenbosch.
Tại Oss đổi sang tuyếnr Zwolle, Deventer, Zutphen và Arnhem.
Tại Nijmegen đổi sang tuyến Blerick, Venlo và Roermond.
Tại 's-Hertogenbosch đổi sang Geldermalsen, Utrecht, Amsterdam, Amsterdam Airport Schiphol, Alkmaar, Tilburg, Breda, Roosendaal, Eindhoven, Weert, Roermond, Sittard, Heerlen và Maastricht.